# Partido Nacional Democrático (Tíbet)
El Partido Nacional Democrático de Tíbet (Tibetano: བོད་ཀྱི་རྒྱལ་ཡོངས་རྒྱལ་ཡོངས་མང་གཙོ་ཚོགས་པ།) es uno de los principales partidos políticos formado en el exilio tibetano.
El partido se formó en 1994 por parte de estudiantes tibetanos que se organizaron después del Congreso de la Juventud Tibetana de 1990. El grupo busca la independencia de Tíbet respecto a China, lo cual contraviene la posición oficial del dalái lama y el gobierno tibetano en el exilio quienes oficialmente se adhieren a la política del “punto medio” (autonomía para Tíbet aun siendo parte de China, de forma similar a Hong Kong). Realiza talleres sobre democracia y derechos humanos entre las comunidades y asentamientos tibetanos en el exterior. El grupo organizó varias de las protestas contra China en los juegos olímpicos de Pekín 2008.